# Gesetzlose Gesellschaft zu Berlin

Menükarte der Gesetzlosen Gesellschaft mit Wappen aus Anlass des 100-jährigen Jubiläums 1909

Die Gesetzlose Gesellschaft zu Berlin ist ein Gesellschaftsclub, dessen ausschließlich männliche Mitglieder prominente Persönlichkeiten der geistigen, künstlerischen und militärischen Elite ihrer jeweiligen Zeit waren und der am 4. November 1809 in Berlin gegründet wurde. Gesetzlos bedeutet hier ohne Vereinssatzung. Die auch heute noch existierende Gesellschaft versteht sich als „Trägerin der Tradition, der Kultur und der Wissenschaft“.

## Geschichte
Berlin erlebte im Zeitalter der Aufklärung – vor allem in der Spätaufklärung – einige Gründungen von Debattierclubs, Lesezirkeln sowie Gesprächs- und Gesellschaftskreisen:
- Montagsklub (1749–1936/45)
- Berliner Mittwochsgesellschaft, auch: Gesellschaft von Freunden der Aufklärung (1783–1798)
- Feßlersche Mittwochsgesellschaft, auch: Feßlersche Lesegesellschaft
- Literarische Mittwochsgesellschaft (1795–1806).

So kam es auch am 3. August 1806 durch Karl vom Stein zum Altenstein, Friedrich Delbrück, Friedrich Eichhorn, Ernst Ludwig Heim, Heinrich Menu von Minutoli, Karl Asmund Rudolphi und andere zu einer ersten Gründung einer Gesetzlosen Gesellschaft. Diese bestand in ihrem Wesen bis 1914 fort, nannte sich aber ab 1809 Gesetzlose Gesellschaft Nr. 1 und ab 1826 Zwanglose Gesellschaft, um sich von der mittlerweile eigentlichen und bekannteren sowie bis heute fortbestehenden neuen Gesetzlosen Gesellschaft im Namen zu unterscheiden.
Diese zweite Gruppierung, die sich Gesetzlose Gesellschaft zu Berlin nannte, wurde am 4. November 1809 unter anderen vom Philologen Philipp Buttmann und dem Astronomen Christian Ludwig Ideler gegründet und bestand anfangs aus 14 Mitgliedern. Sie verstand sich als geistiger Mittelpunkt der Berliner Aufklärung und ähnelte einer Literarischen oder Gelehrtengesellschaft, ohne sich deren Strukturen und Verpflichtungen aufzuerlegen. Zwischen den beiden gesetzlosen Gesellschaften bestand offensichtlich keine Verbindung, außer dass in der ersten Zeit einige Mitglieder beiden Gesellschaften gleichzeitig angehörten. Man kann eher feststellen, dass von der Gesetzlosen Gesellschaft zu Berlin Verbindungen zur Berliner Griechischen Gesellschaft Graeca bestanden, einem erlauchten Kreis, der 1804 ebenfalls von Philipp Buttmann gegründet worden war, bis zur Zeit des Zweiten Weltkrieges bestand und sich vornehmlich der Lektüre griechischer Schriftsteller widmete. Ebenso profitierte die Gesetzlose Gesellschaft zu Berlin im Jahr 1817 von einer „Einverleibung“ eines Großteils der Mitglieder des parlamentarischen Pairsschub und nannte sich inoffiziell vorübergehend Gesetzlose Gesellschaft Belle Alliance. Ihre Blütezeit hatte die Gesellschaft Mitte bis Ende des 19. Jahrhunderts. Zu diesem Zeitpunkt gab es auch mehrere ideelle, thematische und personelle Überschneidungen mit der exclusiven Herrenrunde Club von Berlin.
Die Gesellschaft wurde mit dem Anspruch gegründet, ohne Statuten und Regelungen auszukommen, abgesehen von Regeln für die Zulassung ihrer Mitglieder und eines Vorsitzenden, der sich sinnigerweise als „Zwingherr“ titulierte. Die Mitglieder, deren Anzahl in den Folgejahren zwischen 40 und 70 Personen schwankte, gehörten vorwiegend der aufgeklärten politischen, kulturellen und später auch zunehmend der militärischen Elite an. Es konnten neue Gäste eingeführt werden, die in das Protokollbuch eingetragen wurden und durch einen Kreis von zunächst 13, in späteren Jahren nur noch von sechs durch Abstimmung sorgsam ermittelten Vorwählern einer ersten Auswahl unterzogen wurden. Dieser Kreis an Vorwählern, die von Buttmann auch als „Kurfürsten“ oder „Wahlherren“ bezeichnet wurden, bildete einen so genannten „Wohlfahrtsausschuss“, und sie entschieden letztendlich über den Neuzugang, nachdem dieser jeweils die „Gesetzlosigkeit“ per Unterschrift anerkannt hatte. Eine Ablehnung hatte aber keine Auswirkung, man konnte als „Gast“ jedes Mal erneut eingeführt werden. Ebenso erfolgten in der Regel keine Austritte, da sie wegen der fehlenden Regeln formal nicht möglich waren. Lediglich ein Fernbleiben auf Zeit oder auf Dauer war und ist möglich.
Die Mitglieder trafen sich zu ihren Gesprächsrunden einschließlich eines ausgiebigen und exklusiven Mahls in Form einer Tafelrunde meist alle zwei Wochen am jeweiligen Samstag zu ihren Sitzungen, anfangs im Kempers Lokal am Kemperplatz, später im Englischen Haus in der Mohrenstraße, im Hotel Savoy, im Stammhaus des Clubs von Berlin in der Jägerstraße oder im Schlosshotel Steglitz (Gutshaus Steglitz) und an vielen anderen Stätten. Dabei gab es keine festgelegte Tagesordnung, und das allgemein nicht zugängliche Protokollbuch weist lediglich die Namen der Teilnehmer auf. Nur am Jahrestag der Gründung hielt ein Mitglied einen Vortrag zu einem frei zu wählenden Thema.
Der Club wurde im Verlauf seines mittlerweile zweihundertjährigen Bestehens inhaltlich wie personell ein Spiegelbild der deutschen Geschichte und ihrer Eliten. In dieser traditionell und preußisch, sicherlich auch in gewisser Hinsicht monarchistisch, aber politisch ansonsten weitestgehend nationalliberal bis neutral eingestellten Vereinigung kam es bis zum heutigen Tage trotz mancher gegebenenfalls inhaltlich und thematisch bedingter Differenzen unter ihren Mitgliedern oder durch Verpflichtungen auf Grund ihrer teilweise hohen Positionen in Politik und Militär weder zu Auflösungserscheinungen noch zu zwingenden politischen Abhängigkeiten.

## Zwingherren (Vorsitzende)
- 1809–1829: Philipp Karl Buttmann, Philologe und Bibliothekar
- 1829–1829: Friedrich Casimir Elias Eichler von Auritz, Major
- 1829–1834: Friedrich Schleiermacher, ev. Theologe und Philosoph
- 1834–1840: Friedrich August von Staegemann, Geh. Staatsrat
- 1840–1851: Karl Lachmann, Philologe und Germanist
- 1851–1874: Carl Gustav Homeyer, Geh. Obertribunalrat und Rechtshistoriker
- 1874–1879: Lauchlan MacLean, Geh. Oberregierungsrat im Handelsministerium
- 1879–1894: Gustav Homeyer, Staatsanwalt und Unterstaatssekretär im Staatsministerium
- 1894–1899: Hermann Riem, Geh. Justizrat
- 1900–1904: Eduard Droop, Ministerialdirektor im Justizministerium
- 1904–1912: Theodor Hemptenmacher, Regierungsrat
- 1912–1915: Justus Hermes, Ministerialdirektor
- 1915–1931: Fritz Timann, Generalarzt und Sanitätsinspekteur
- 1931–1937: Friedrich Schrader, Vizeadmiral
- 1937–1948: Carl Semper, Präsident der preußischen Zentralgenossenschaftskasse
- 1948–1960: Hans von Meibom, Verwaltungsjurist in der Provinz Posen
- 1960–1962: Fritz Mussehl, bis 1933 Staatssekretär im Reichsernährungsministerium und Vizepräsident des Rechnungshofes des Deutschen Reiches
- 1962–1966: Ferdinand Freiherr von Nordenflycht, Direktor beim Bundesrechnungshof
- 1966–1976: Rudolf Weber-Lortsch, Bundesrichter
- 1976–1990: Konrad Schmidt-Torner, Präsident der Bundesdruckerei
- 1990–2002: Olaf Bergmann, seit dem 27. April 1970 Präsident des Oberverwaltungsgerichts Berlin
- seit 2002: Herbert Voß, Studiendirektor

## Bedeutende Mitglieder (Auswahl)
- Carl Alberti (1763–1828)
- Achim von Arnim (1781–1831)
- Hermann Ludwig von Balan (1812–1874)
- Robert Lucius von Ballhausen (1835–1914)
- Felix von Bendemann (1848–1915)
- August Ferdinand Bernhardi (1769–1820)
- Georg Beseler (1809–1888)
- Johann Erich Biester (1749–1816)
- Johann Elert Bode (1747–1826)
- August Boeckh (1785–1867)
- Carl Andreas von Boguslawski (1758–1817)
- Franz Bopp (1791–1867)
- Hermann von Boyen (1771–1848)
- Johann Georg Emil von Brause (1774–1836)
- Christoph August von Bredow (1780–1844)
- Leopold von Buch (1774–1853)
- Friedrich Bury (1763–1823)
- Peter von Cornelius (1783–1867)
- Ernst Curtius (1814–1896)
- Rudolf Ludwig Decker (1804–1877)
- Siegismund Dittmar (1759–1834)
- Johann Gustav Droysen (1808–1884)
- Hans Egidi (1890–1970)
- Christian Gottfried Ehrenberg (1795–1876)
- Johann Franz Encke (1791–1865)
- Paul Erman (1764–1851)
- Ludwig Frege (1884–1964)
- Karl Friedrich Friccius (1779–1856)
- Friedrich Gedike (1754–1803)
- Heinrich Gentz (1766–1811)
- August Neidhardt von Gneisenau (1760–1831)
- Justus von Gruner (1777–1820)
- Carl Hagens (1838–1924)
- Friedrich Hammacher (1824–1904)
- Georg Wilhelm Friedrich Hegel (1770–1831)
- Ludwig Friedrich Heindorf (1774–1816)
- Carl Heinrici (1876–1944)
- Wilhelm Heinroth (1842–1925)
- Aloys Hirt (1759–1837)
- Johann Gottfried Hoffmann (1765–1847)
- E. T. A. Hoffmann (1776–1822)
- Wilhelm von Humboldt (1767–1835)
- Johann Erdmann Hummel (1769–1852)
- August Wilhelm Iffland (1759–1814)
- Bernhard Karnatz (1882–1976)
- Dietrich Ludwig Gustav Karsten (1768–1810)
- Clemens August Carl Klenze (1795–1838)
- Wilhelm Anton von Klewiz (1760–1838)
- Alexander von Kluck (1846–1934)
- Gottlob Johann Christian Kunth (1757–1829)
- Karl Richard Lepsius (1810–1884)
- Konrad Levezow (1770–1835)
- Hinrich Lichtenstein (1780–1857)
- Heinrich Friedrich Link (1767–1851)
- Leopold von Lützow (1786–1844)
- Heinrich Meyer (1767–1828)
- Theodor Mommsen (1817–1903)
- Karl Müllenhoff (1818–1884)
- Barthold Georg Niebuhr (1776–1831)
- August Ludwig von Nostitz (1777–1866)
- Otto von Oehlschläger (1831–1904)
- Ignaz von Olfers (1793–1872)
- Wilhelm Pfeil (1783–1859)
- Ernst von Pfuel (1779–1866)
- Albert Poensgen (1881–1976)
- Friedrich von Raumer (1781–1873)
- Georg Andreas Reimer (1776–1842)
- Karl von Rhediger (1764–1826)
- Friedrich von Ribbentrop (1768–1841)
- Carl Ritschl (1783–1858)
- Friedrich Philipp Rosenstiel (1754–1832)
- Karl Asmund Rudolphi (1771–1832)
- Friedrich Carl von Savigny (1779–1861)
- Wilhelm von Scharnhorst (1786–1854)
- Karl Friedrich Schinkel (1781–1841)
- Karl Wilhelm Ferdinand Solger (1780–1819)
- Christian Friedrich Bernhard Steltzer (1778–1848)
- Karl Streckfuß (1779–1844)
- Johann Wilhelm Süvern (1775–1829)
- Hermann von Thile (1812–1889)
- Alfred von Tirpitz (1849–1930)
- Johann Georg Tralles (1763–1822)
- Friedrich Adolf Trendelenburg (1802–1872)
- August Twesten (1789–1876)
- Alexander von Uhden (1798–1878)
- Wilhelm Uhden (1810–1835)
- Ludwig von Vincke (1774–1844)
- Kurt Wachsmann (1886–1944)
- Leo Wehrmann (1840–1919)
- Christian Samuel Weiss (1780–1856)
- Wilhelm Martin Leberecht de Wette (1780–1849)
- Friedrich Wilken (1777–1840)
- Karl Wilhelm von Willisen (1790–1879)
- Carl von Winterfeld (1784–1852)
- Job von Witzleben (1783–1837)
- Ludwig von Wolzogen (1773–1845)
- Carl Friedrich Zelter (1758–1832)
- Ernst Heinrich Zettwach (1787–1857)